# Miasto Rab
Miasto Rab (chorw. Grad Rab) – jednostka administracyjna w Chorwacji, w żupanii primorsko-gorskiej. W 2011 roku liczyła 8065 mieszkańców.